# Ізумрудне (Крим)
Ізумру́дне (крим. İzumrudne) — село Джанкойського району Автономної Республіки Крим. Населення становить 1960 осіб. Орган місцевого самоврядування — Ізумруднівська сільська рада.

## Географії
Розташоване в центрі району, у степовому Криму, фактично — північна околиця Джанкоя, висота центру села над рівнем моря — 18 м.

## Історія
Попередником села був організований в післявоєнні роки спеціалізований селекційно-пітомніководческій радгосп «Ізумрудний», об'єднаний в 1978 році з радгосп-заводом «Ново-Джанкойський», під назвою радгосп-завод «Ізумрудний». На адміністративно-територіальний облік село Ізумрудне було поставлено 5 січня 1982 року.

## Населення

### Мова
Розподіл населення за рідною мовою за даними перепису 2001 року:
| Мова                | Відсоток |
| ------------------- | -------- |
| російська           | 80,36    |
| українська          | 12,7     |
| кримськотатарська   | 5,41     |
| інші/не визначилися | 1,53     |